# Swift (raper)
Swift (właściwie Ondre Moore, ur. 17 marca 1975 w Detroit), znany również jako Swifty McVay – amerykański raper znany m.in. z występów w grupie muzycznej D12.